# Tangaroa Rupes
La Tangaroa Rupes è una struttura geologica della superficie di Mercurio.